# Уралск
Уралск (на казахски: Орал) е град в Казахстан, Западноказахстанска област‎ (бивша Уралска област), административен център на областта. Населението му е 221 855 жители (2009).

## География
Площта на града е около 45 кв. км. Намира се в часова зона UTC+5.
Разположен е край река Урал. Средната годишна температура е около 6,5 градуса.
Казахите съставляват 60% от жителите на града.

## История
Уралск е основан през 1584 г., а получава статут на град през 1613 г.

## Спорт
В града има професионален футболен клуб, чийто отбор се състезава в най-горната футболна лига на страната.